# Pingus
Pingus è un videogioco rompicapo libero ispirato a Lemmings. Al posto dei Lemming presenta pinguini simili a Tux, la mascotte del kernel Linux. Tuttavia l'autore Ingo Ruhnke afferma che si tratti di una coincidenza.
È pubblicato attraverso la licenza GNU General Public License.

## Storia
Il lavoro sul gioco è iniziato nel 1998. Questo gioco è stato il primo "Gioco del mese" sul Linux Game Tome, che ha rilanciato giochi come SuperTux, Super TuxKart e Lincity. La prima versione post-GotM 0.6 è stata distribuita per Linux nel 2003 presentando nuovi livelli e un editor di livelli. L'11 febbraio 2006 è iniziata la conversione del gioco da ClanLib a SDL. Il 27 agosto 2007 è stata pubblicata la versione 0.7.0 (la prima versione a utilizzare SDL). In aggiunta a Windows e Linux, il passaggio a SDL ha permesso a Pingus di essere facilmente compilato su altre piattaforme, incluso OS X di Apple. Non era presente un editor di livelli nella versione 0.7.0. Il 23 settembre 2007 è stata pubblicata la versione 0.7.1 con un nuovo editor di livelli. Il 31 ottobre 2007 è stata pubblicata la versione 0.7.2 con un insieme di livelli basati su Halloween. Ci sono una versione 0.7.6 per Windows e un file binario per Intel OS X della versione 0.7.2 disponibili sul sito web di Pingus. Esiste un file binario per PPC OS X della versione 0.7.0, mentre la versione 0.7.3 presenta correzioni minori di problemi che permettono al gioco di funzionare meglio con la GNU Compiler Collection. La versione più recente, la versione 0.7.6, aggiunge ulteriori insiemi di livelli basati su Natale e Halloween.
Pingus ha 55 livelli, raggruppati in insiemi di 5 livelli, così come 21 livelli tutorial basati sull'inverno. Pingus 0.7.2 ha introdotto "insiemi di livelli", che sono elenchi di livelli simili; di solito i livelli negli insiemi devono essere completati in ordine. In ogni caso, ci sono molti più livelli inclusi nel gioco che non sono raggiungibili tramite la sua GUI, alcuni con una grafica totalmente differente. Per giocare a un certo livello, bisogna lanciare la posizione del nome del file come un parametro della linea di comando. Ad esempio:
```
   pingus /usr/share/games/pingus/data/levels/playable/cages.pingus
```

Si può trovare uno script della shell di Linux che permette di scegliere da tutti i livelli installati.

## Giochi derivati
Nel 2005 venne lanciato Gallipoli: the game. È basato sul codice sorgente di Pingus, e tenta di essere "una magnifica riproduzione della grande avventura militare austriaca", la battaglia di Gallipoli. La grafica del gioco è stata modificata (i pinguini sono stati rimpiazzati da soldati austro-ungarici) e nel gioco è stato cambiato lo scopo, ovvero sterminare più soldati possibili.